# Arttumpara
|  | Per a altres significats, vegeu «Artembares». |

Artembares (Arttumpara) reietó de Lícia als segles V i IV aC. És esmentat en alguna inscripció i també en consten algunes monedes. El seu nom apareix carregat amb l'adjectiu "el Mede" i a les monedes apareix vestit com un mede, amb barba estil mede, i amb tiara i pentinat segons els models dels medes.